# 伝染性軟属腫

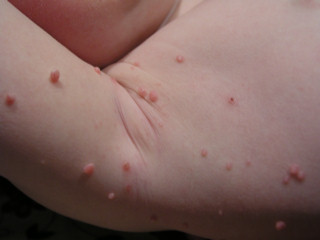
Molluscum lesions on an arm.

伝染性軟属腫(でんせんせいなんぞくしゅ、英: molluscum contagiosum)とは、基本的に良性疾患のウイルス感染症の一種。水イボともいう。1841年、HendersonおよびPatersonにより報告された。

## 臨床像

水イボ

基本的には小児の疾患であるが、成人でも免疫力の低下の基礎疾患を有する場合や高齢者は発症することがある。ただし、希に免疫力の低下の基礎疾患を有していない場合でも発症することがある。
潜伏期間は症例によって様々で、肉感的な色調で皮膚に平たく円形の丘疹が出来る。治療しないと半年から2年持続するが、自然に治ることもある。
通常は2mmから5mm程度。なお、大人では免疫力の低下の基礎疾患を有する患者などで日和見感染として発症し悪化しやすく、直径10 - 15mmにまでなることもある。
特徴はイボの表面がツルツルしていて頂点が凹んでいることが特徴。
発症部位は手掌および足底を除く全身で、どこにでも発生する可能性がある。小児での好発部位は顔面、体幹、四肢。成人では陰部、陰茎、女性の外陰部。免疫不全患者の場合では全身に多発し、特に顔面にできることが多く一つ一つのイボが大きいことが特徴である。

## 病原体
ポックスウイルス科（Poxviridae）の Molluscum contagiosum virus

## 伝播形式
皮膚の接触により感染する。皮膚の接触に限らず、ビート板、タオルなどを介してうつることもある。成人では性感染症の場合もある。

## 鑑別すべき疾患
- 皮膚クリプトコッカス症、尋常性疣贅

## 治療
治療を行わず放置する事もあるが、美容的な理由や性行為での拡大を防ぐ目的で治療が行われる。
- 外科的療法
  - 積極的方法:ピンセットなどによる掻爬、液体窒素を利用した凍結手術、レーザー療法、電気焼灼、硝酸銀ペースト[6]の塗布。但し、外科的除去法は痛みを伴うので、事前に麻酔のためペンレステープ（一般名リドカインテープ）を使用することがある。
  - 消極的方法:スピール膏（サリチル酸絆創膏）を貼付や、抗ウイルス薬（ビダラビン）、硝酸銀ペースト、トリクロロ酢酸、グリコール酸、イミキモドクリームといった外用薬を使用する。[7]